# الدوري السلوفيني لكرة القدم 1963–64
الدوري السلوفيني لكرة القدم 1963–64 هو موسم من الدوري السلوفيني لكرة القدم ‏. فاز فيه نادي تساليه.